# 1981 PROJECT "THEME OF ROCKY" TOUR FINAL SHIBUYA AX
『1981 PROJECT "THEME OF ROCKY" TOUR FINAL SHIBUYA AX』（イチ・キュウ・ハチ・イチ・プロジェクト・テーマ・オブ・ロッキー・ツアーファイナル・シブヤ・アックス）は、SPIRAL SPIDERSの1枚目のアルバム（ライブアルバム）。2005年12月21日にEMIミュージック・ジャパンよりリリースされた。

## 解説
2005年11月10日に渋谷AXで行われたライブを収録している。ワゴンカー1台で47都道府県を廻り、100本をこえるライブを敢行する「ロッキープロジェクト」の最終公演となった渋谷AXでのライブ音源である。
リーダーのYOSK（坂上庸介）のシングル曲「SUPER DRIVE」、「ジョバンニ」、「ラベンダー」、「恋のサバイバルナイトフィーバー」、「ランプシェード」やアルバム『CALL』等の収録曲を歌っている。

## 収録曲
1. SUPER DRIVE
  - 作詞：サカノウエヨースケ、作曲・編曲：浅倉大介
2. 恋のサバイバルナイトフィーバー
  - 作詞・作曲：サカノウエヨースケ、編曲：E's arm
3. ランプシェード
  - 作詞・作曲・編曲：サカノウエヨースケ
4. ジョバンニ
  - 作詞：サカノウエヨースケ、作曲・編曲：浅倉大介
5. BEAT BOX SESSION'S
6. 遺言
  - 作詞・作曲：坂上庸介
7. リーフフィッシュ
8. ブライス
  - 作詞・作曲：坂上庸介
9. ヒカリ
  - 作詞・作曲：坂上庸介
10. ラベンダー
  - 作詞・作曲：サカノウエヨースケ、編曲：浅倉大介
11. 禁猟区
12. アカイミツボシ
13. パゲの結婚
14. ANARCHY IN THE TOKYO CITY